# 海龍級潜水艦
海龍級潜水艦（かいりゅうきゅうせんすいかん、Hai Lung-class submarine）は、「剣龍専案」で計画、建造された台湾海軍の通常動力型潜水艦である。1982年（民国71年）から1988年（民国77年）までに2隻が建造された。建造計画名をとって剣龍級とする場合もある。

## 概要
オランダ海軍のズヴァールトフィス級潜水艦の改良型の涙滴型、セイルプレーン式の潜水艦である。当初は6隻の購入を予定していたが、北京当局からオランダへの外交圧力により追加4隻分の輸出許可が下りず、2隻のみの購入に終わった。既に艦齢が20年を過ぎているが、代替艦建造計画が進捗していない上に、台湾海軍が保有するもう2隻の潜水艦である「海獅」「海豹」の艦齢は海龍級の3倍以上である60年以上に達しており、海龍級は現在もなお、台湾海軍虎の子の潜水艦として運用されている。
2014年1月6日、台湾海軍は潜水艦発射用UGM-84潜対地ミサイル32発とUTM-84L訓練用ミサイル2発、UTM-84XD実証・訓練用ミサイル2発を受領したと発表した。これらの搭載により、本級の対地戦闘能力は大幅に向上し、150海里先の地上目標への攻撃が可能になったという。

## 電子機器
- SINBADS-M型戦術戦闘指揮装置(オランダH.S.A社)
- SIASS統合ソナーシステム
- ZW-60型搜索レーダー
- Mk29 Mod2A慣性航行システム(Sperry社)
- 電子戦システム:TIMNEX4 CH V2型警戒システム（Elbit社）

## 同型艦
| 艦番号 | 艦名 | 建造                                | 起工            | 進水            | 竣工           | 就役            |
| ------ | ---- | ----------------------------------- | --------------- | --------------- | -------------- | --------------- |
| SS-793 | 海龍 | フェイエノールト社 シェーダム造船所 | 1982年 12月15日 | 1986年 10月4日  | 1987年 10月9日 | 1987年 12月28日 |
| SS-794 | 海虎 | フェイエノールト社 シェーダム造船所 | 1982年 12月     | 1986年 12月20日 | 1988年 4月9日  | 1988年 7月4日   |

## 各国の同世代通常動力潜水艦
- うずしお型潜水艦
- バーベル級潜水艦

## 参考資料
1. ↑  「海外艦艇ニュース」『世界の艦船 1984年5月号（通巻第335集）』海人社、1984年5月1日、158頁。
2. ↑  「海外艦艇ニュース 台湾潜水艦がハープーン対艦ミサイルを装備」『世界の艦船』第795号、海人社、2014年4月。